# Eduard Janssens (burgemeester)
Eduardus Petrus Antonius Maria Janssens (Weurt, 24 maart 1908 – Bladel, 10 augustus 1989) was een Nederlands burgemeester.
Eduard Janssens, zoon van een Nederlandse vader (hoofdonderwijzer) en een Vlaamse moeder, was aanvankelijk onderwijzer in achtereenvolgens Herpen (1928-1936), Etten (tijdelijk) en Hooge Zwaluwe (1937-1947). Tijdens de Tweede Wereldoorlog was hij daar als plaatselijk commandant van de Binnenlandse Strijdkrachten actief in het verzet. Samen met plaatsgenoot Huib Toebak kon hij in november 1944 de Poolse bevrijders inlichten over de posities van de Duitsers in zijn woonplaats. Na de Tweede Wereldoorlog was hij kapitein bij het toenmalige Militair Gezag en als verbindingsofficier werkzaam in Geldermalsen, waar de NSB-burgemeester Remmert door de Binnenlandse Strijdkrachten gevangen was genomen. Per 16 januari 1948 werd hij benoemd tot burgemeester van Nieuw-Vossemeer, waar hij de Watersnoodramp meemaakte. Wim Daniëls schetst in zijn boek Het dorp het beeld van burgemeester Janssens als een "waardig kapitein van een zinkend schip [die] zich als allerlaatste uit de voeten maakt nadat hij eerst ook nog de doden heeft geborgen". Medio 1955 werd hij burgemeester van Aarle-Rixtel, waar hij tot aan zijn pensioen in 1973 bleef. Van 1957 tot en met 1967 was hij tevens waarnemend burgemeester van Stiphout. Ingevolge een bepaling in het testament van freule Constance van der Brugghen van Croy werd hij daarmee ambtshalve tevens collator-provisor van kasteel Croy. Aan beide functies kwam een einde toen Stiphout (minus kasteel Croy) per 1 januari 1968 bij de gemeente Helmond werd gevoegd.
In 1966 benoemde het Nijmeegse studentendispuut "Les Chevaliers de la Volière" hem tot erelid van dit genootschap. In 1967 werd hij benoemd tot ereburger van Nieuw-Vossemeer.  Tijdens een speciale raadsvergadering ter gelegenheid van zijn afscheid d.d. 31 maart 1973 werd hem het ereburgerschap van Aarle-Rixtel verleend. In 1984 werd hij onderscheiden met het Verzetsherdenkingskruis. Hij was gemachtigd tot het dragen van het Mobilisatie-Oorlogskruis.
Janssens overleed in 1989 op 81-jarige leeftijd in Bladel. Hij ligt samen met zijn vrouw begraven in Aarle-Rixtel. De Burgemeester Janssensstraat in Nieuw-Vossemeer en de Janssensstraat in Aarle-Rixtel zijn naar hem genoemd.
De uit Aarle-Rixtel afkomstige taalkundige en schrijver Wim Daniëls zou hem later in een column betitelen als zijn "BB", zijn "Beste Burgemeester".

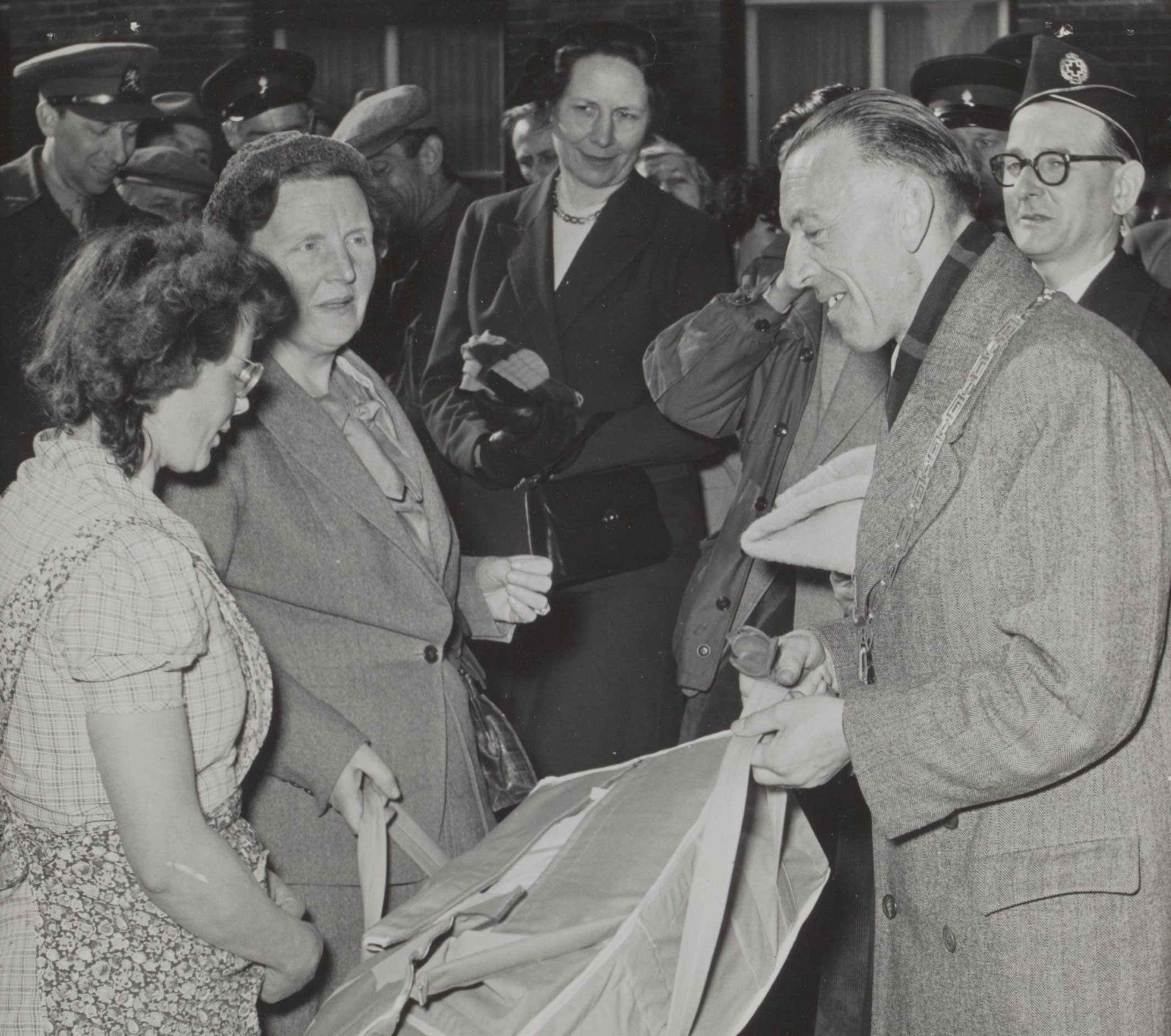
Bezoek van koningin Juliana aan Nieuw-Vossemeer na de Watersnood van 1953 - rechts de burgemeester, in het midden mevrouw Jeannette Geldens, de secretaresse van prinses Wilhelmina.